# Guadalix de la Sierra
Guadalix de la Sierra er en by og kommune i det centrale Spanien i Madrid-regionen. Den har et indbyggertal på 6.904 (2024) indbyggere.